# Qatar Total Open 2014
Qatar Ladies Open 2014 - жіночий професійний тенісний турнір, що проходив на кортах з твердим покриттям. Це був 12-й за ліком турнір. Належав до категорії Premier 5 у рамках Туру WTA 2014. Відбувся в International Tennis and Squash complex у Досі (Катар). Тривав з 10 до 16 лютого 2014 року. 

## Очки і призові

### Нарахування очок
| Дисципліна       | П   | Ф   | ПФ  | ЧФ  | 1/8 | 1/16 | 1/32 | Q   | Q2  | Q1  |
| Одиночний розряд | 900 | 585 | 350 | 190 | 105 | 60   | 1    | 30  | 20  | 1   |
| Парний розряд    | 900 | 585 | 350 | 190 | 105 | 1    | Н/Д  | Н/Д | Н/Д | Н/Д |

### Призові гроші
| Дисципліна       | П        | Ф        | ПФ       | ЧФ      | 1/8     | 1/16    | 1/32   | Q2     | Q1     |
| Одиночний розряд | $441,000 | $220,200 | $110,100 | $50,700 | $25,135 | $12,900 | $6,630 | $3,700 | $1,900 |
| Парний розряд *  | $126,000 | $63,750  | $31,665  | $15,880 | $8,020  | 3,980   | Н/Д    | Н/Д    | Н/Д    |

* на пару

## Учасниці основної сітки в одиночному розряді

### Сіяні учасниці
| Країна     | Гравчиня             | Рейтинг1 | Сіяна |
| ---------- | -------------------- | -------- | ----- |
| КНР        | Лі На                | 3        | 1     |
| Польща     | Агнешка Радванська   | 4        | 2     |
| Чехія      | Петра Квітова        | 6        | 3     |
| Італія     | Сара Еррані          | 7        | 4     |
| Сербія     | Єлена Янкович        | 8        | 5     |
| Німеччина  | Анджелік Кербер      | 9        | 6     |
| Румунія    | Сімона Халеп         | 10       | 7     |
| Данія      | Каролін Возняцкі     | 11       | 8     |
| Сербія     | Ана Іванович         | 12       | 9     |
| Словаччина | Домініка Цібулкова   | 13       | 10    |
| Італія     | Роберта Вінчі        | 14       | 11    |
| Австралія  | Саманта Стосур       | 16       | 12    |
| Іспанія    | Карла Суарес Наварро | 17       | 13    |
| США        | Слоун Стівенс        | 18       | 14    |
| Канада     | Ежені Бушар          | 19       | 15    |
| Бельгія    | Кірстен Фліпкенс     | 20       | 16    |

- 1 Рейтинг подано станом на 3 лютого 2014.

### Інші учасниці
Нижче наведено учасниць, які отримали вайлдкард на участь в основній сітці:
- Фатма Аль Набхані
- Чагла Бююкакчай
- Аліса Клейбанова

Нижче наведено гравчинь, які пробились в основну сітку через стадію кваліфікації:
- Петра Цетковська
- Сє Шувей
- Алла Кудрявцева
- Міряна Лучич-Бароні
- Петра Мартич
- Надія Петрова
- Цветана Піронкова
- Марина Заневська

Як щасливий лузер в основну сітку потрапили такі гравчині:
- Тадея Маєрич

### Відмовились від участі
До початку турніру
- Вікторія Азаренко (травма ступні) → її замінила  Анніка Бек
- Джеймі Гемптон → її замінила  Стефані Фегеле
- Бояна Йовановські → її замінила  Крістіна Младенович
- Медісон Кіз → її замінила  Яніна Вікмаєр
- Світлана Кузнецова → її замінила  Шуай Чжан
- Сабіне Лісіцкі (травма плеча) → її замінила  Моніка Нікулеску
- Катерина Макарова → її замінила  Варвара Лепченко
- Карла Суарес Наварро (травма ліктя) → її замінила  Тадея Маєрич
- Серена Вільямс (травма спини) → її замінила  Кароліна Плішкова

### Знялись
- Домініка Цібулкова (хворобу шлунково-кишкового тракту)
- Даніела Гантухова (травма правого коліна)
- Міряна Лучич-Бароні (травма поперекового відділу хребта)

## Учасниці основної сітки в парному розряді

### Сіяні пари
| Країна            | Гравчиня            | Країна | Гравчиня               | Рейтинг1 | Сіяна |
| ----------------- | ------------------- | ------ | ---------------------- | -------- | ----- |
| Італія            | Сара Еррані         | Італія | Роберта Вінчі          | 2        | 1     |
| Китайський Тайбей | Сє Шувей            | КНР    | Пен Шуай               | 7        | 2     |
| Словенія          | Катарина Среботнік  | Чехія  | Квета Пешке            | 17       | 3     |
| Зімбабве          | Кара Блек           | Індія  | Саня Мірза             | 22       | 4     |
| Чехія             | Андреа Главачкова   | Чехія  | Луціє Шафарова         | 25       | 5     |
| США               | Ракель Копс-Джонс   | США    | Абігейл Спірс          | 36       | 6     |
| Росія             | Надія Петрова       | Росія  | Анастасія Павлюченкова | 41       | 7     |
| Франція           | Крістіна Младенович | Італія | Флавія Пеннетта        | 48       | 8     |

- 1 Рейтинг подано станом на 3 лютого 2014.

### Інші учасниці
Нижче наведено пари, які отримали вайлдкард на участь в основній сітці:
- Фатма Аль Набхані  /  Міхаела Гончова
- Юлія Бейгельзимер  /  Ольга Савчук
- Кірстен Фліпкенс  /  Франческа Ск'явоне
- Єлена Янкович  /  Аліса Клейбанова

### Відмовились від участі
Під час турніру
- Міряна Лучич-Бароні (травма поперекового відділу хребта)

## Переможниці та фіналістки

### Одиночний розряд

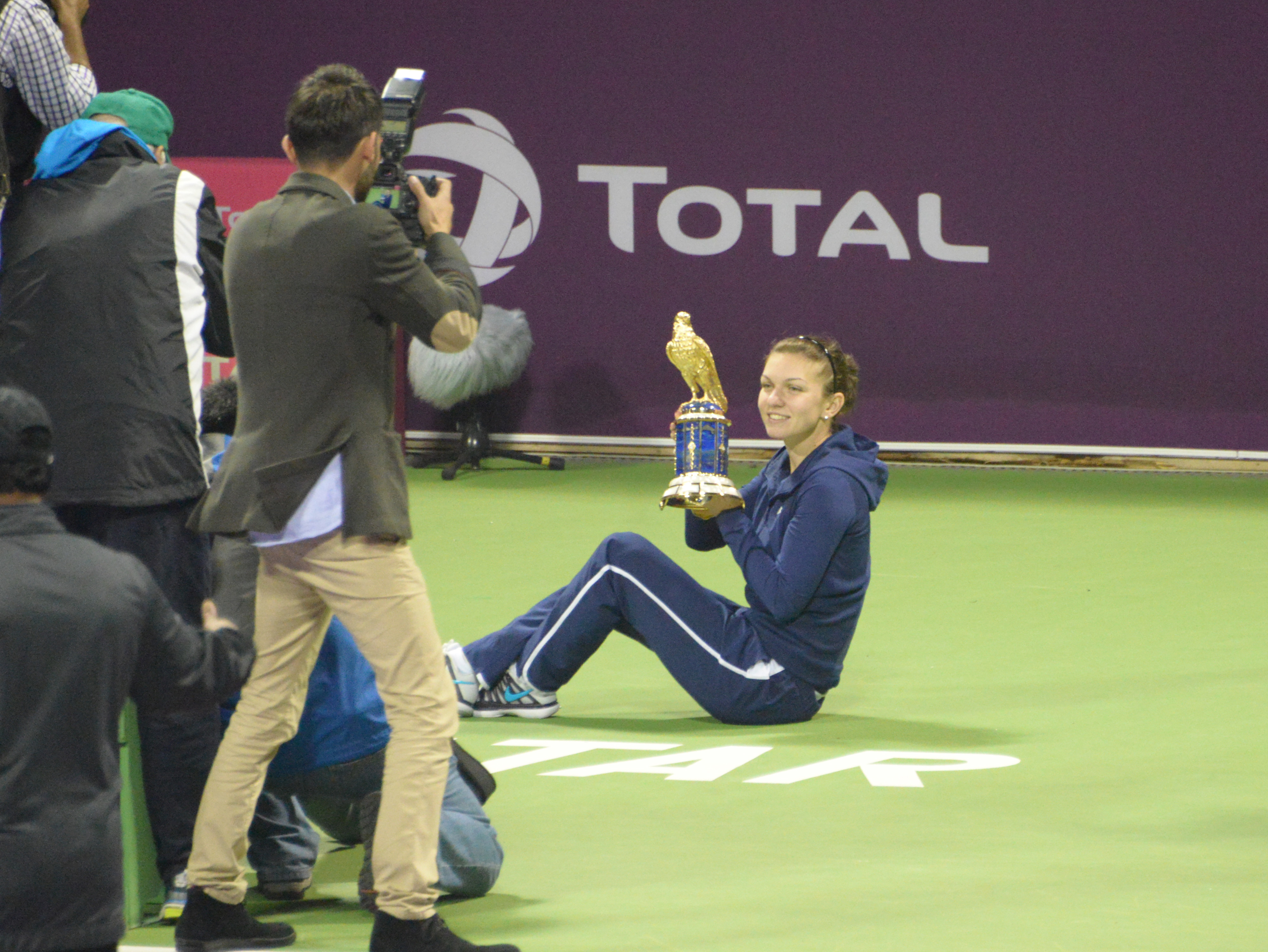
Халеп позує з нагородою

- Сімона Халеп —  Анджелік Кербер, 6–2, 6–3

### Парний розряд
- Сє Шувей /  Пен Шуай —  Квета Пешке /  Катарина Среботнік, 6–4, 6–0